# قلعة سنغي (سميرم)
قلعة سنغي هي قرية في مقاطعة سميرم، إيران. عدد سكان هذه القرية هو 35 في سنة 2006.